# Riu Hun
El Hun (xinès simplificat: 浑江, pinyin: Hún Jiāng), antigament Tongjia (佟佳江), és un riu del nord-est de la Xina, l'afluent més gran del Yalu. Comença a les muntanyes Longgang del nord-oest del districte de Jiangyuan, Baishan, a la província de Jilin. Recorre 446,5 quilòmetres a través de Tonghua i Huanren Manchu, a la província de Liaoning, i desemboca en el riu Yalu a Hunjiang, a Kuandian.